# Cormorant Lake
Cormorant Lake är en sjö i Kanada.   Den ligger i provinsen Manitoba, i den centrala delen av landet, 2 000 km nordväst om huvudstaden Ottawa. Cormorant Lake ligger 254 meter över havet. Arean är 1 000 kvadratkilometer.
Trakten runt Cormorant Lake är nära nog obefolkad, med mindre än två invånare per kvadratkilometer.